# لایف
لایف (به انگلیسی: Life magazine) یک هفته‌نامه آمریکایی است که اولین شماره آن در نوامبر ۱۹۳۶، توسط هنری لوک بنیان‌گذار مؤسسه تایم و با تأکید بر عکاسی خبری منتشر شد و شیوه جدیدی از خبرنگاری را به دنیا معرفی کرد؛ بیان گزارش‌ها و خبرها با کمک تصاویر، نوعی از خبرنگاری بود که تا آن زمان وجود نداشت. این مجله به صورت هفته‌نامه تا سال ۱۹۷۲ منتشر و در این سال به‌طور ناگهانی انتشارش متوقف شد. ۶ سال بعد و در سال ۱۹۷۸ مجدداً به صورت ماهانه انتشارش آغاز شد و البته این‌بار نیز در سال ۲۰۰۰ در انتشارش وقفه حاصل گشت. بازهم در سال ۲۰۰۴ انتشارش به صورت هفته‌نامه شروع و تا آوریل ۲۰۰۷ ادامه یافت و از آن زمان تاکنون شماره جدیدی از آن منتشر نشده‌است و تنها دسترسی به آن از طریق اینترنت ممکن است. مجله لایف اولین مجلهٔ آمریکایی بود که تماماً به عکاسی خبری می‌پرداخت. بسیار محبوب بود و گاه در یک هفته تا ۱۳ میلیون نسخه فروش داشت. خاطرات روزانه هری ترومن، وینستون چرچیل (نخست‌وزیر پیشین بریتانیا)، ترور جان اف کندی (رئیس‌جمهوری پیشین آمریکا)، تصاویری از هنرپیشگان مشهور سینما مانند مرلین مونرو و اودری هپبورن و بسیاری از شخصیت‌های مشهور دیگر، به تصویر کشیدن نادیده‌هایی مانند آنچه در جنگ جهانی، جنگ ویتنام روی می‌داد و کمتر کسی می‌توانست آن‌ها را از نزدیک ببیند و عکس‌هایی از شادی و غم مردم عادی که حس دنیای اطراف را به مخاطب می‌داد در این مجله چاپ شد. در آغاز، هر شماره از مجله به مبلغ ده سنت آمریکا فروخته می‌شد. در سال ۱۹۳۸، هشتاد هزار مشترک داشت. اما با چاپ نزدیک به یک میلیون جلد، این مجله درآمد کافی کسب نمی‌کرد. لایف پس از آن مقاله‌ای پنج صفحه‌ای دربارهٔ فیلم بحث‌برانگیز «تولد یک نوزاد» منتشر کرد که نمایش آن در آمریکا غدقن شده بود. همین مقاله باعث شهرت مجله شد و البته این شماره از لایف در ۳۳ شهر آمریکا توقیف شد. عکس‌های چاپ شده بر روی جلد این مجله نیز بسیار مشهور بودند، شاید یکی از معروفترین آنها، عکسی بود که آلفر د آیزنشتت در نیویورک سال ۱۹۴۵ از «روز پیروزی بر ژاپن» گرفته بود.

## تاریخچه

لگوی مجله لایف بعد از سال ۱۹۳۶

شروع انتشار مجله لایف هم‌زمان با جنگ جهانی دوم بود. تیراژ اولیه آن ۳۰۰٫۰۰۰ نسخه در هفته بود که پس از چهار ماه به یک میلیون نسخه افزایش پیدا کرد. در ۱۹۴۱ و با ورود آمریکا در جنگ، لایف نیز وارد جنگ شد و با گزارشگران مرد و زن خود، به صورت هفتگی گزارش‌ها و عکس‌های جبهه‌های جنگ را منتشر می‌کرد. در ۱۹۴۲ مسابقه‌ای هنری با جایزه ۱۰۰۰ دلاری بین نظامیان برگزار کرد که ۱۵۰۰ عکس در این زمینه دریافت کرد و ۱۶ عکس برتر را در مجله چاپ نمود.
عکاس برجسته جنگ، رابرت کاپا نیز در استخدام این مجله بود. کاپا در بطن نبرد نرماندی در سواحل نرماندی بود و عکس‌های بسیاری برای مجله فرستاد(۲۰ دقیقه اول فیلم نجات سرباز رایان، یک ادای دین کامل به وقایع این روز تاریخی است). گفته می‌شود احتمالاً بعلت مشکلی که در تاریک‌خانه مجله پیش آمد، بسیاری از عکس‌های این واقعه دچار مشکل شد.
مجله ادعا کرد که این مشکل بعلت لرزیدن دست کاپا هنگام عکاسی در جبهه جنگ به وجود آمده‌است، چیزی که کاپا آن رد کرد. کاپا بعداً خاطراتش را با عنوان طنزآمیز «کمی خارج از فوکوس» (Slightly Out of Focus) در همین مجله منتشر نمود. او در سال ۱۹۵۴ و در اولین جنگ هند و چین، هنگامی که برای مجله کار می‌کرد کشته شد.
در دوران پس ازجنگ، مجله لایف بسیاری از حوادث مهم را مصور نمود و نوشته‌های بسیاری از نویسنده‌های معروفی مانند همینگوی منتشر نمود.
در دهه ۶۰ عکس‌های جنگ ویتنام، عکس‌های هنرپیشه‌های معروف سینما مانند الیزابت تیلور و نیز عکس‌های بسیاری از کندی و خانواده‌اش در مجله منتشر شد.
در ۱۹۶۷ لایف جایزه جایزه ملی مجلات را برد. در این دوره نیز عکس‌های افراد مشهوری چون گوردون پارکس و هنری هوت زینت بخش صفحات مجله بود. به خصوص عکس‌های جنگ‌های جنوب آسیا که توسط هنری هوت تهیه شده بودند. همچنین عکس‌های اولین سفر فضایی به کره ماه در این دوره در مجله منتشر شد.
در طول سالیان ۱۹۷۲–۱۹۷۸ که مجله تعطیل بود، ده ویژه‌نامه خبری در موضوعات مختلفی نظیر «زنان استثنائی آمریکا» و «یک سال با تصاویر» عرضه کرد که هر کدام با تیراژ حدود ۵۰۰٬۰۰۰ تا یک میلیون و با قیمت پشت جلد ۲ دلار فروخته شد. درانتشار مجدد مجله که از سال ۱۹۷۸ شروع شد، انتشار به صورت ماهانه و همراه با تغییراتی در ظاهر مجله (مانند لوگو) بود. طی ۲۲ سال بعد این مجله به صورت یک مجله خبری نسبتاً موفق با تأکید بر خبرهایی که برای عموم مردم جالب بود، طی طریق کرد. در سال ۱۹۹۱ هم‌زمان با جنگ خلیج فارس، دوباره مجله وارد حالت جنگی شد و عکس‌ها و گزارش‌ها خبری مربوطه را منتشر نمود.

در سال ۱۹۹۵ آیزنشتت درگذشت. او، که عکس‌های بسیاری از افراد مشهوری مثل هیتلر، موسولینی، مرلین مونرو، همینگوی و سوفیا لورن گرفته بود، با مرگش مجدداً مجله لایف را در صدر توجه عمومی قرار داد.
در سال ۱۹۹۹ با اینکه مجله از لحاظ مالی در وضعیت مناسبی نبود، چند ویژه نامه منتشر نمود. «۱۰۰ حادثه مهم قرن» و «۱۰۰ شخصیت مهم قرن»، از جمله این انتشارات بودند که با استقبال زیادی نیز مواجه شدند. در سال ۲۰۰۱ مجدداً مجله تعطیل شد تا اینکه از سال ۲۰۰۴ به صورت ضمیمه سایر روزنامه‌های مشهور نظیر واشینگتن پست و لس‌آنجلس تایمز منتشر شد. این دوره نیز فقط ۳ سال تا آوریل ۲۰۰۷ به طول انجامید.
سایت رسمی مجله لایف اما پابرجا است. در این سایت قسمتی به عنوان Cover Search دارد که در آن می‌توان بر حسب کلمات کلیدی به جستجوی عکس‌های روی جلد این مجله پرداخت. همچنین ۳ مجموعه از عکس‌های روی جلد از حوادث و شخصیتهای مهم، عکس‌های مربوط به جنگ و عکس‌های مربوط به هنرپیشه‌های هالیوود در این قسمت دیدنی است. ویژه‌نامه‌های ۱۰۰ حادثه مهم قرن و ۱۰۰ شخصیت مهم قرن نیز در این سایت وجود دارند.

## نگارخانه

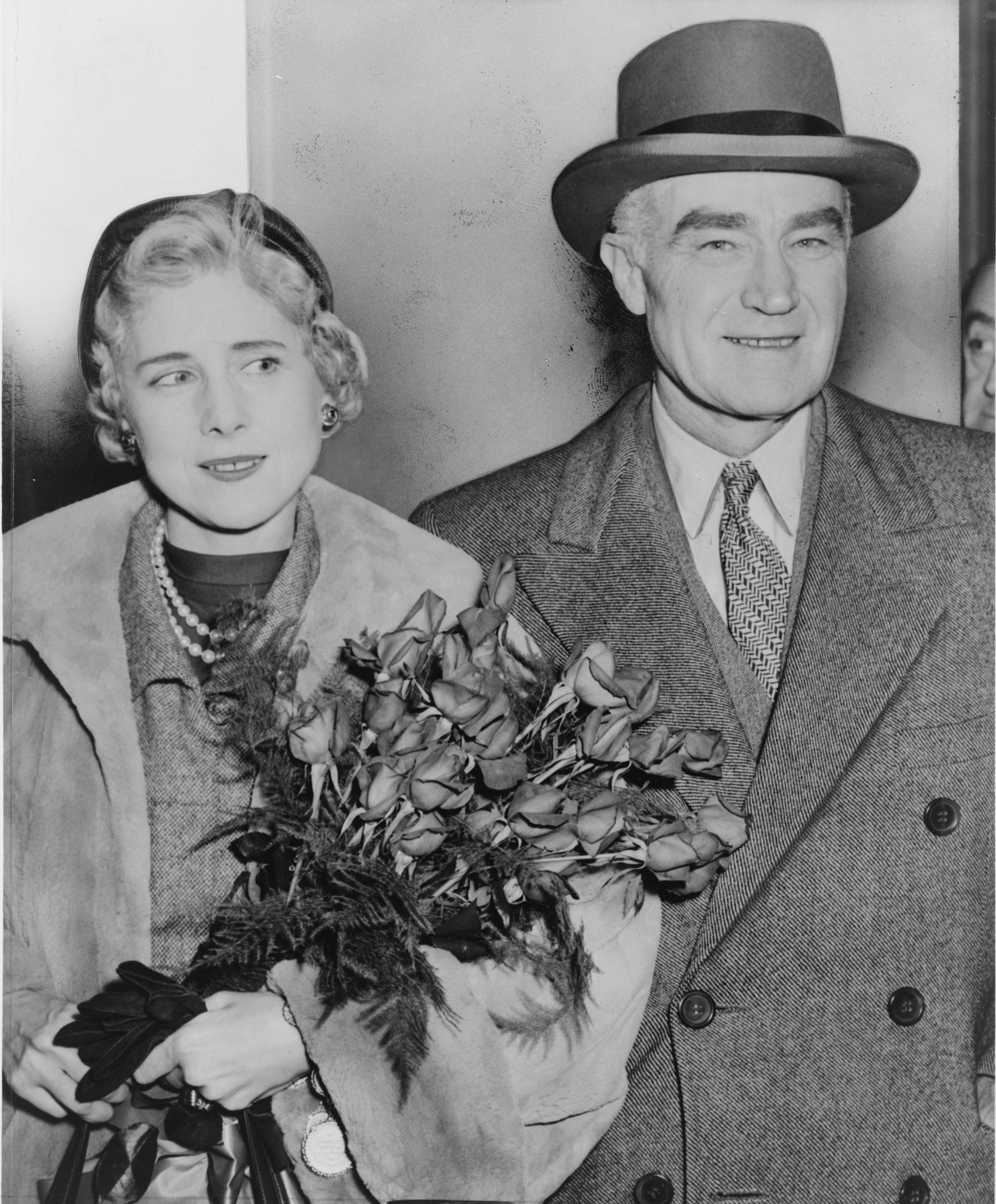
هنری لوک به همراه همسرش
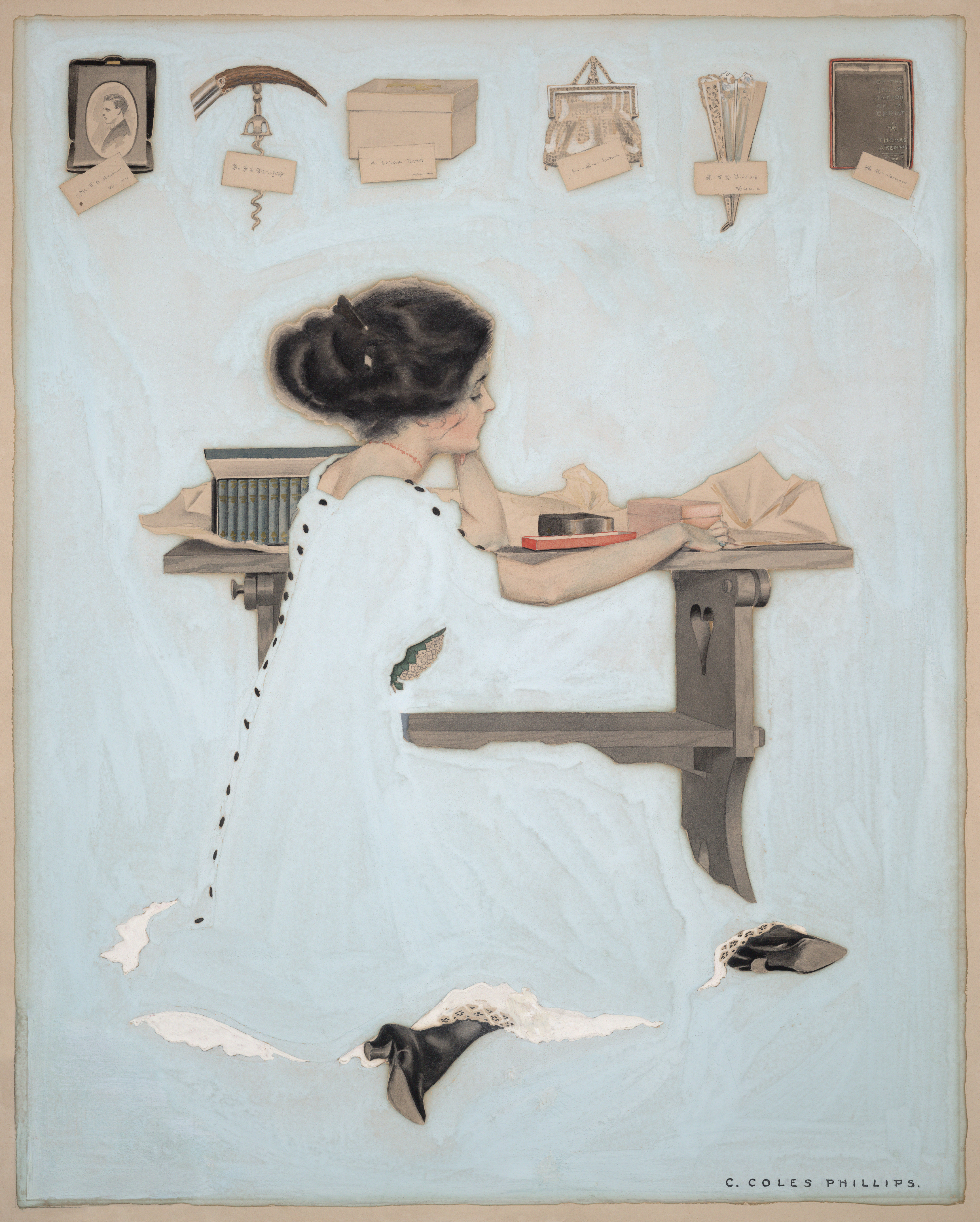
جلد مجله لایف ۲۷ ژانویه ۱۹۱۰
بتی دیویس- ۱۹۳۹
بمب‌ها بر فراز اروپا- ۱۹۴۴
جلد مجله لایف ۱۳ سپتامبر ۱۹۴۸ با تصویری از یوسیپ بروز تیتو
عکس روی جلد از هنری هوت
عکس کندی بر روی جلد مجله، لوگوی سیاه‌رنگ بعلت مرگ کندی، جایگزین لوگوی قرمز رنگ مجله شده‌است.
جنگ اول عراق- ۱۹۹۱
عکس ماکاک ژاپنی روی جلد مجله لایف